# Friedhof Wehrheim
Der Friedhof Wehrheim ist seit 1822 der kommunale Friedhof des Ortes Wehrheim.

## Geschichte
Ursprünglich wurden auch in Wehrheim die Toten auf dem Kirchhof beerdigt. Da Wehrheim seit dem Diezer Vertrag von 1564 zweiherrig war und das Kurfürstentum Trier katholisch und Nassau-Dillenburg protestantisch, bestanden zwei Kirchen im Ort. Die jüdischen Einwohner bestatteten ihre Toten auf dem jüdischen Friedhof in Anspach, bevor 1864 der Jüdische Friedhof Wehrheim eröffnet wurde. Für die christlichen Einwohner des Ortes entstand 1822 die Situation, dass der evangelische Kirchhof zu klein geworden war. Die Gemeinde erwarb daher 1822 insgesamt 305 Ruten Ackerland (etwa 2700 Quadratmeter) in den Gemarkungsteilen „Oberste Hohl“, „Auf der Hohl“ und „Hinter den Schlossgärten“ am Ortsrand oberhalb des Bizzenbachs. 1823 erfolgte die erste Bestattung. Aus dem Jahr 1836 ist in den Gemeinderechnungen der Kauf von 44 Bäumen zur Pflanzung auf dem Friedhof dokumentiert. In den folgenden Jahrhunderten wurde der Friedhof mehrfach erweitert. Eine erste Erweiterung erfolgte 1860, 1870 und 1882 wurden weitere Erweiterungen vorgenommen.

## Kirchhof
Auf dem Kirchhof der evangelischen Kirche sind einige Grabsteine erhalten.

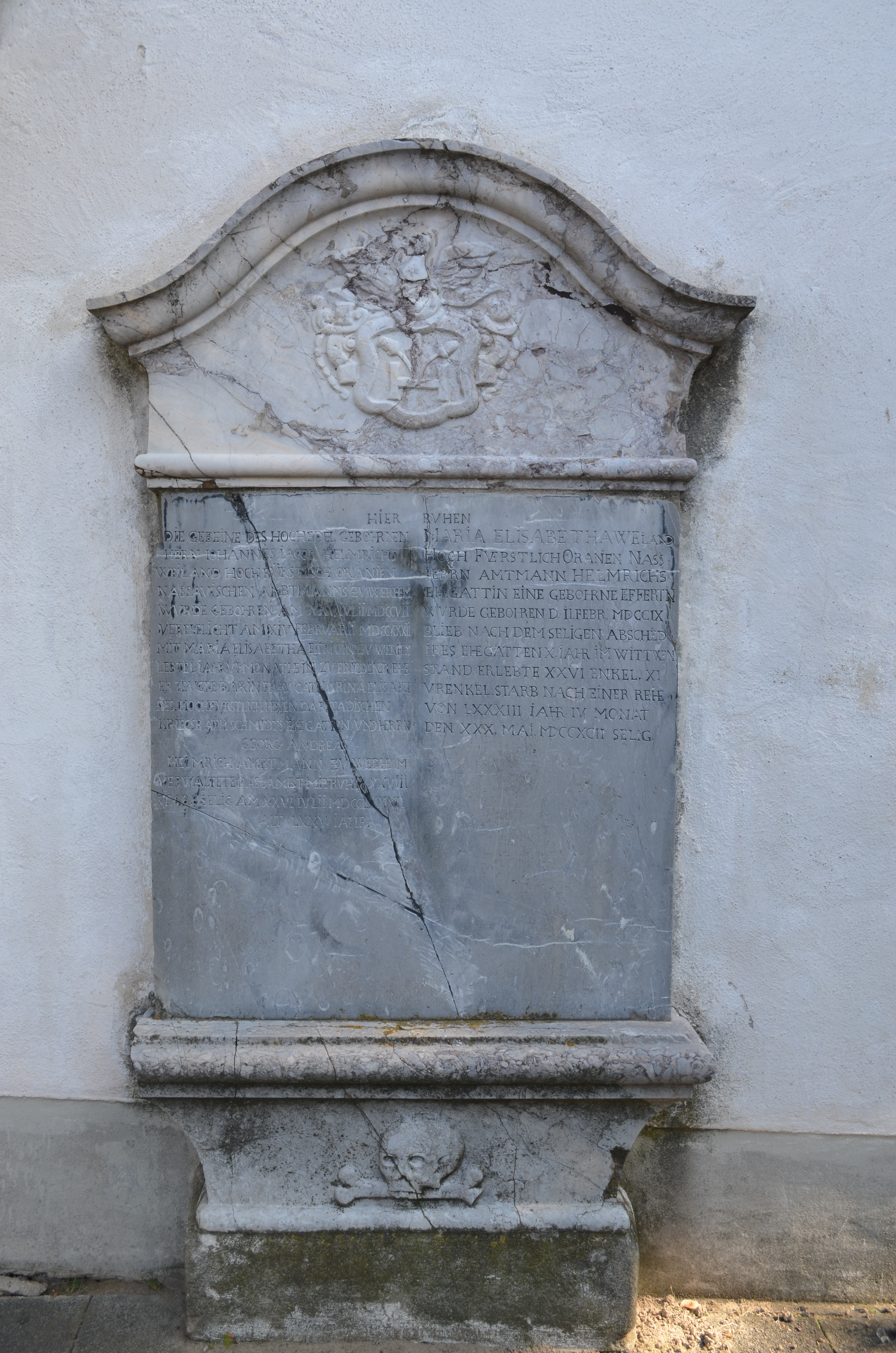
Grabstein des Amtmanns Johannes Jacob Helmrich
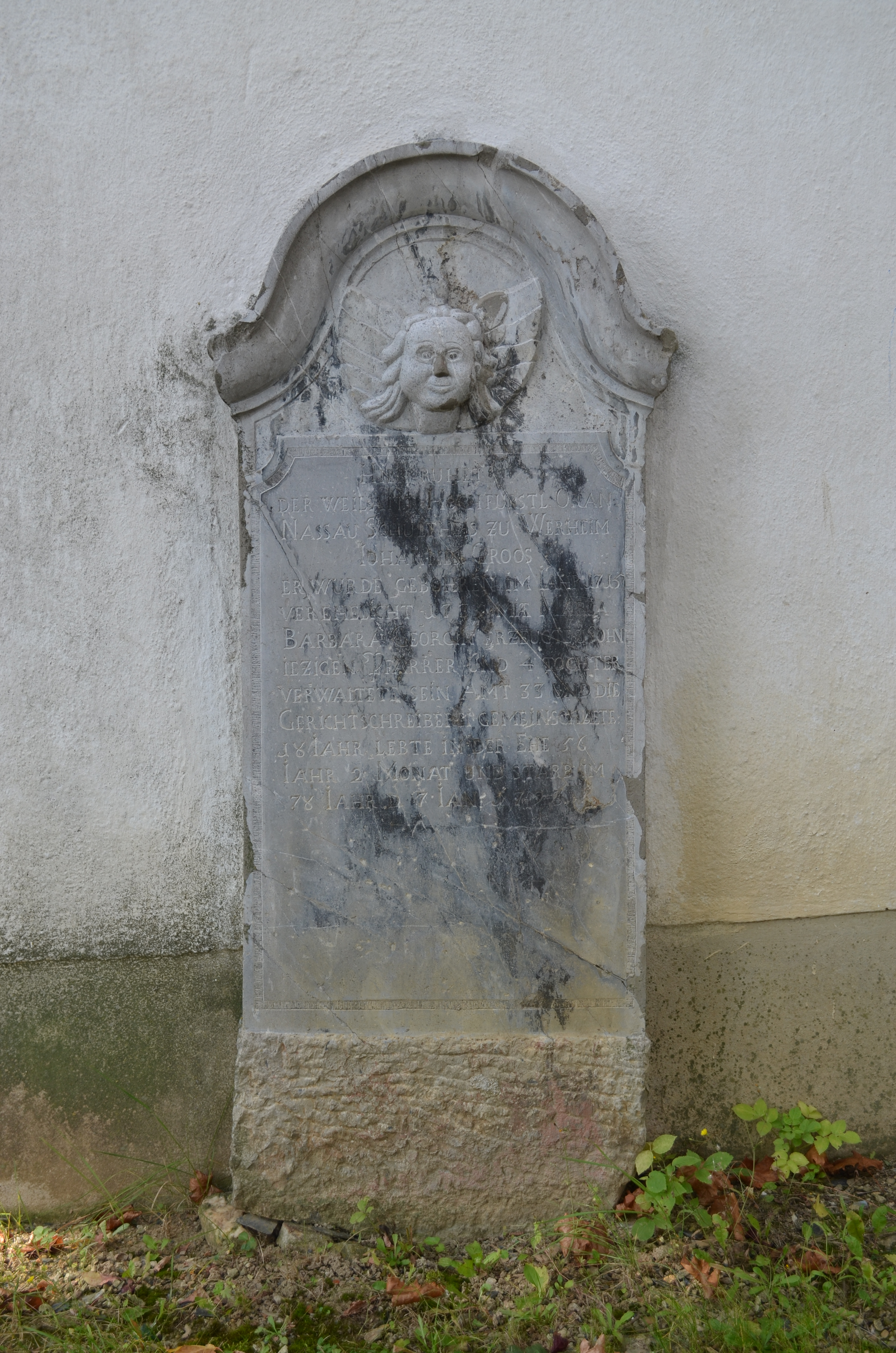
Grabstein des Johannes Groos

Das dort befindliche „Todtenhaus“ wurde im Zusammenhang mit dem Bau des Rathauses 1860/61 abgerissen.

## Bauten
Zentrales Gebäude ist die moderne Trauerhalle. Im Innenbereich befindet sich eine Gedenktafel für die Kriegsgefallenen. Im Außenbereich finden sich zwei weitere Denkmale, die an die Toten des Krieges erinnern. Das Kriegerdenkmal für den Deutsch-Französischen Krieg 1870/71 hat die Form eines Obelisken, dessen Spitze durch eine Kugel ersetzt ist. In einem Lorbeerkranz ist die Jahreszahl 1870/71 genannt. Die Inschrift lautet:

„Die Gemeinde Wehrheim ihrer im Kriege gegen Frankreich gefallenen Helden

Ph. Eifert

Chr. Eifert

Joh. Hofmann

Hein Lang“

Neben dem Denkmal befindet sich ein Lapidarium mit elf historischen Grabsteinen.
Auf der rechten Seite des Friedhofs findet sich die Denkmalanlage zum Gedenken an die Toten der Weltkriege. Die Anlage besteht aus einem erhöhten Platz, auf den eine zentrale Treppe führt. Das Denkmal selbst ist ein monumentales Steinkreuz mit der Inschrift „Die Gemeinde Wehrheim – Ihren tapferen Söhnen“ auf hohem Sockel. Links neben dem Kreuz befindet sich eine Tafel mit den Gefallenen des ersten, rechts eine Tafel mit den Gefallenen des Zweiten Weltkriegs.
Ein weiterer Gedenkstein erinnert an die Toten der Kämpfe um Wehrheim in der Schlussphase des Zweiten Weltkriegs, Ostern 1945.

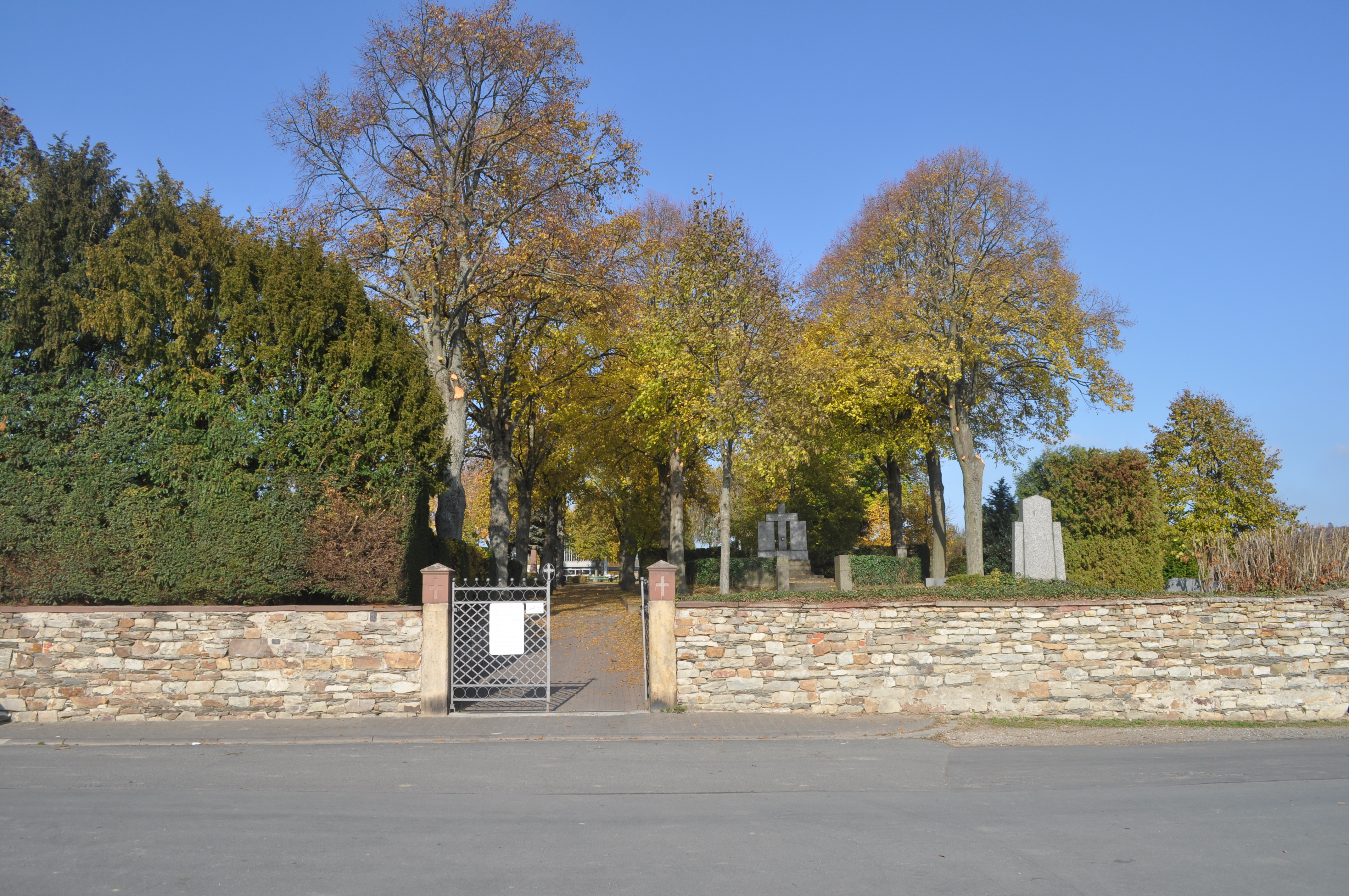
Eingang
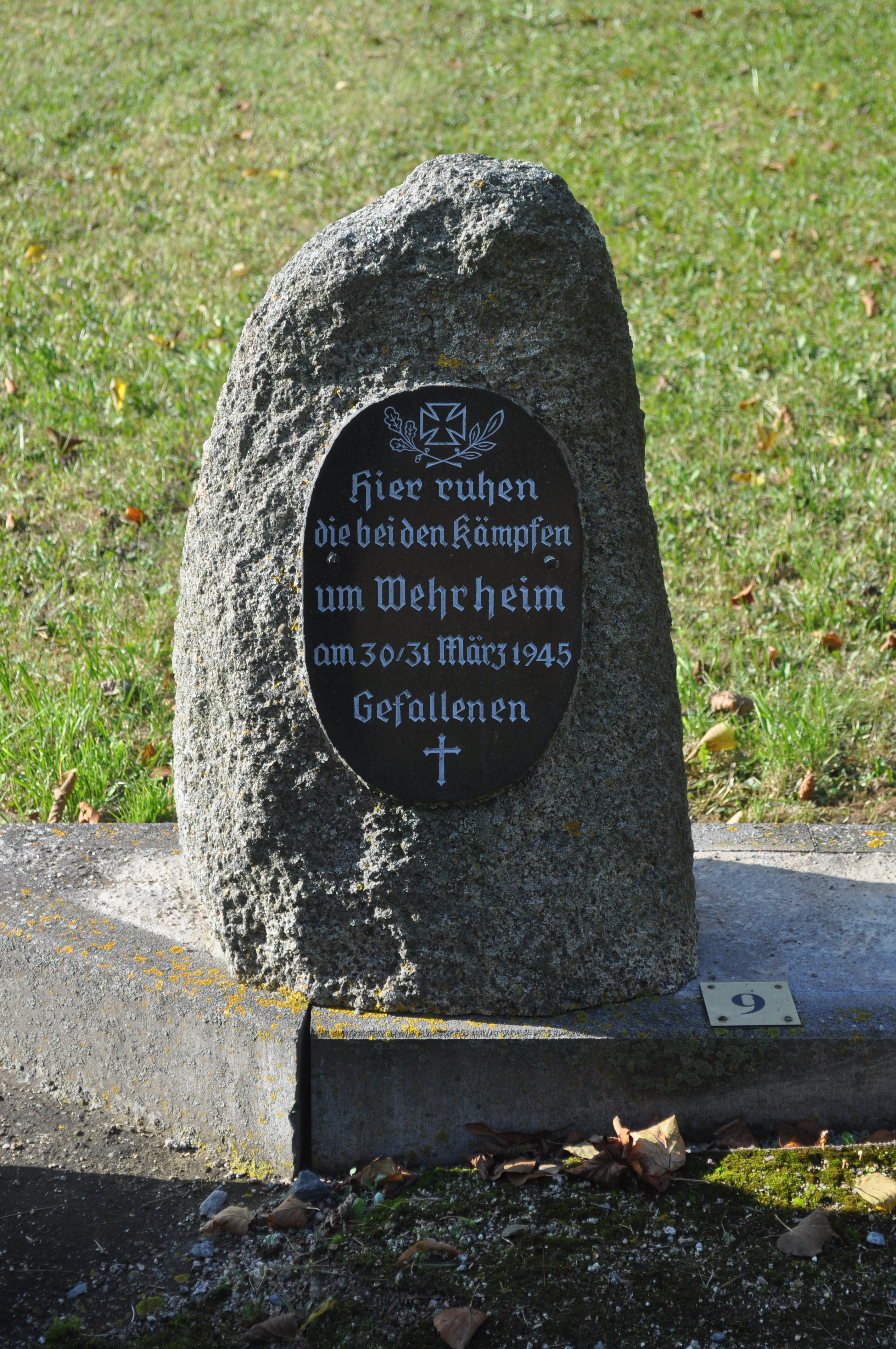
Gedenkstein Opfer 1945
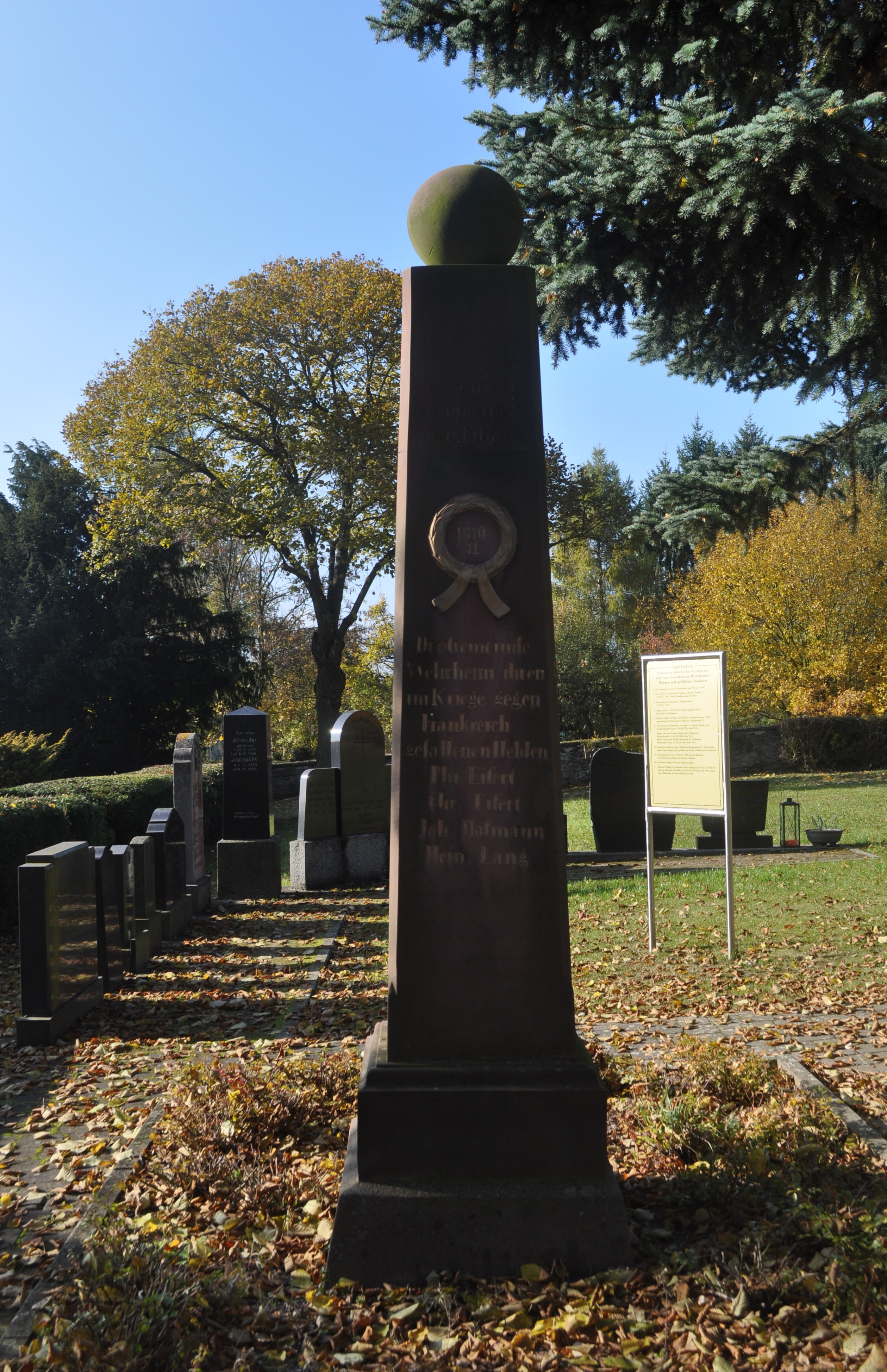
Kriegerdenkmal 1870 und Lapidarium
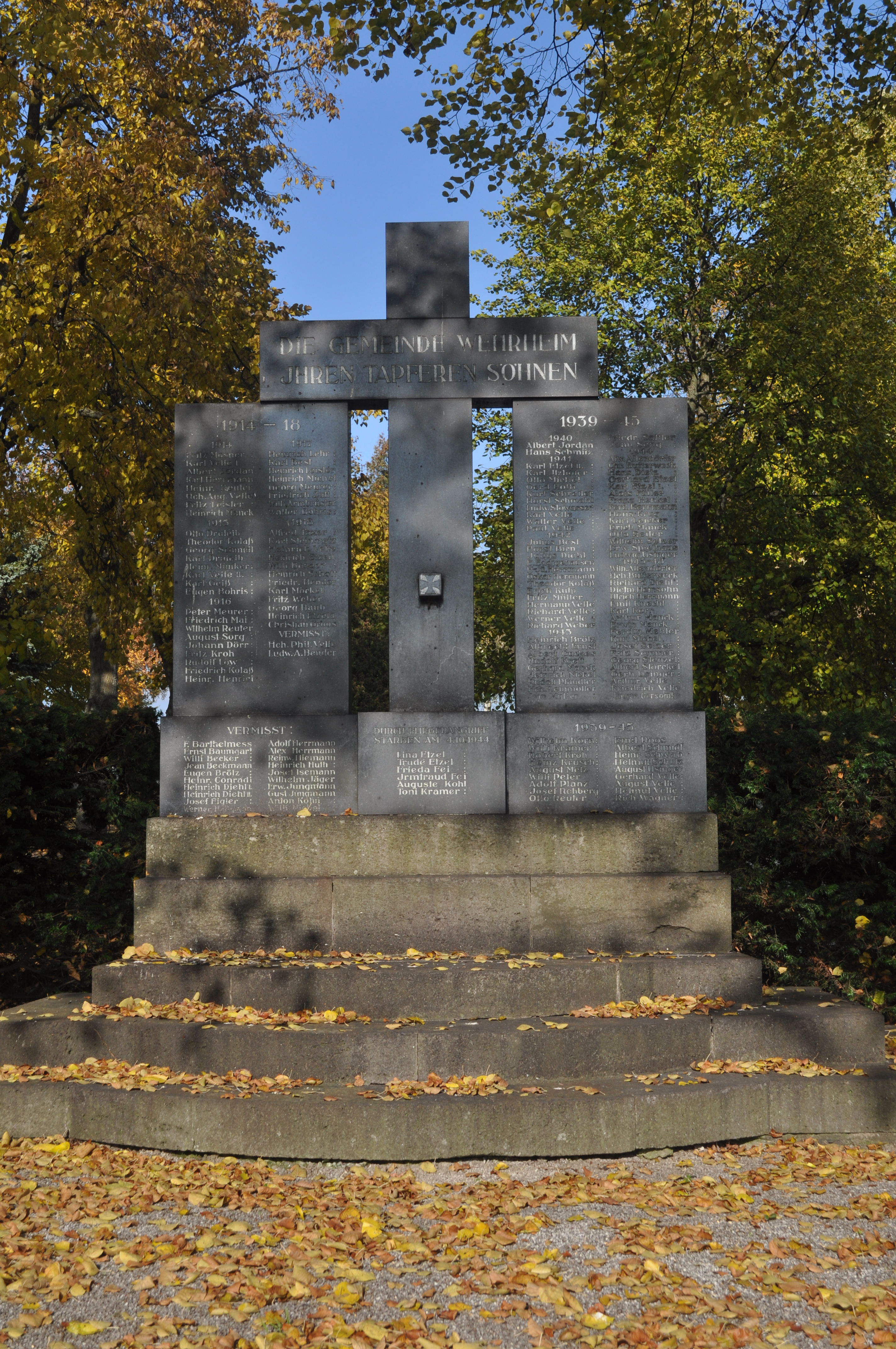
Kriegerdenkmal, Detail
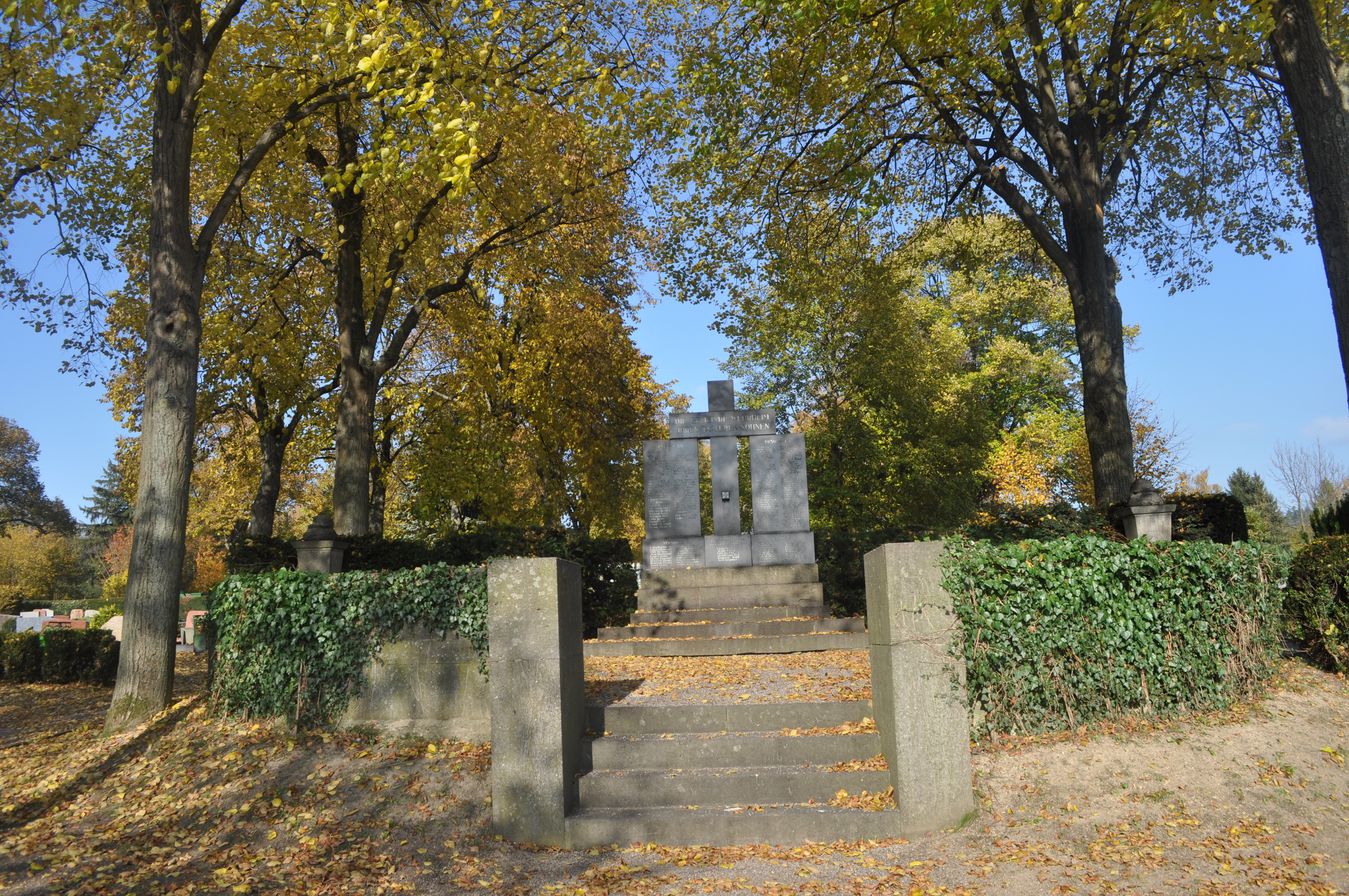
Kriegerdenkmal
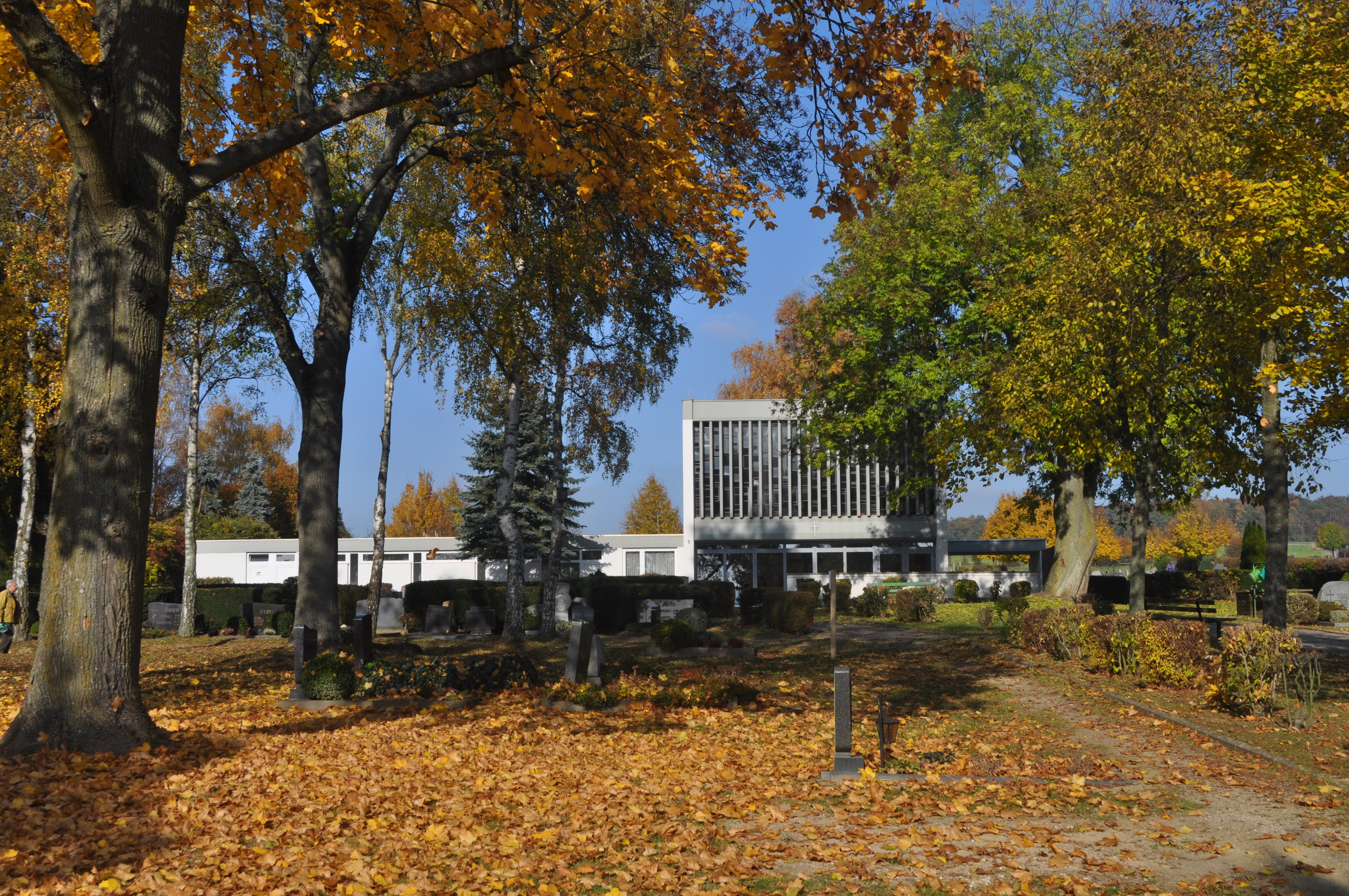
Trauerhalle